# Espinho umeral

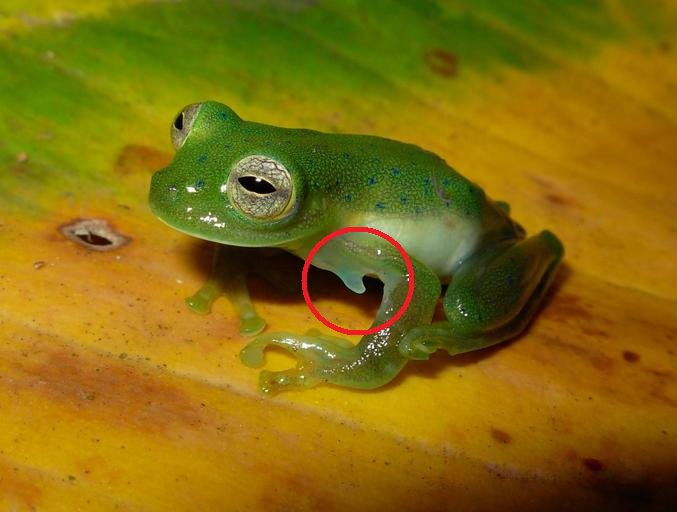
Localização de um espinho umeral em um macho adulto de Espadarana prosoblepon.

O espinho umeral é uma extensão ventrolateral do osso úmero, que pode ser encontrado em machos de algumas espécies de anuros, principalmente as da família Centrolenidae, mas podendo ser observado também em algumas da família Hylidae, Microhylidae e Telmatobiidae. Sua principal serventia conhecida é no combate corpóreo entre dois machos da mesma espécie, com eles o usando para golpear o adversário, com o objetivo de feri-lo. Mas tal comportamento foi observado em apenas algumas espécies que o possuem e não se sabe se as demais também fazem isso ou se elas usam o espinho para outros fins.
Eles podem ser usados para determinar o sexo indivíduo, já que apenas os machos os possuem, sendo um caso de dimorfismo sexual. Também podem ajudar na identificação de espécies, já que podem apresentar diferenças consideráveis entre elas, tais como no formato, no comprimento, no ângulo, na visibilidade e na curvatura.